# 清浄
清浄（せいじょう、しょうじょう）という言葉には、以下の意味がある。
せいじょう
- 清らかでけがれのないこと。また、そのさま。（例：「清浄な空気」）
- 清浄 (数) - 10-21（10垓分の1）であることを示す漢字文化圏における数の単位。

しょうじょう
仏教用語で、煩悩などがなく心清らかなこと。また、そのさま。